# Achirus declivis
Achirus declivis es una especie de pez del género Achirus, familia Achiridae. Fue descrita científicamente por Chabanaud en 1940.
Se distribuye por el Atlántico Occidental: Belice hasta Santa Catarina, Brasil; también en Trinidad, Jamaica, San Bartolomé y Surinam. La longitud total (TL) es de 18,7 centímetros. Habita en zonas estuarinas.
Está clasificada como una especie marina inofensiva para el ser humano.